# Wappen des Bezirks Pankow
Das Wappen des Bezirks Pankow wurde dem Bezirk am 28. Juli 2009 vom Berliner Senat verliehen. Der Wappenentwurf wurde von dem Kommunalheraldiker Jörg Mantzsch aus Magdeburg angefertigt.

## Prozess der Wappenfindung und Auftrag
Das Bezirksamt Pankow hat am 1. Oktober 2007 zu einem öffentlichen Ideenwettbewerb für ein neues Bezirkswappen aufgerufen. 40 Einsendungen wurden vom 7. April bis 18. Mai 2008 öffentlich vorgestellt. Die Durchführung erfolgte durch eine vom Bezirksamt einberufene Wappenkommission, deren Jury Anfang April 2008 über die eingesandten Beiträge beriet. Anschließend soll ein heraldisch erfahrener Grafiker das Wappen umsetzen. Dieser endgültige Entwurf wird nach Beteiligung der Bezirksverordnetenversammlung der Senatsverwaltung für Inneres und Sport zur Genehmigung und Verleihung des neuen Bezirkswappens vorgelegt.
Die vom Bezirksamt dazu erarbeitete Vorlage zur Kenntnisnahme wurde von der 15. Tagung der Bezirksverordnetenversammlung am 30. April 2008 unter dem Tagesordnungspunkt 2.10 (Drucksache VI-0055) behandelt.
In dieser Vorlage heißt es:

„Die Kommission hat sich darauf verständigt, dem Bezirksamt zu empfehlen, den Heraldiker, Jörg Mantzsch, zu beauftragen, unterschiedliche Elemente aus den eingereichten Ideen in einem neu zu erarbeitenden Wappenentwurf zu verarbeiten.
 Als wesentliche Elemente dieses zu erstellenden Entwurfs werden von der Kommission vorgegeben:

• zweigeteilter Wappenschild;

• im oberen Teil dominant ein Tor:

dreigliedrig, auch drei Durchgänge, offen oder ein Tor mit offenen Flügeln, ohne Bewehrung, ohne Zinnen; stilisiert ohne Anlehnung an ein existierendes Bauwerk;
• im Schildfuß: ein Katharinenrad (ohne Schwert) und Hopfendolden; Schildfuß sollte erhöht werden;

• bei der Tinktur gab es keine Vorgabe durch die Kommission, aber es sollte eine Lösung gefunden werden, die mit drei Farben auskommt.“

Das Wappen sollte ursprünglich bis Ende 2008 verliehen werden, es kam jedoch zwischen dem beauftragten Heraldiker Jörg Mantzsch und dem zuständigen Kulturstadtrat Michail Nelken zum Streit über bildliche Details. Der Heraldiker bestand auf seiner heraldischen Darstellung der Wappenelemente und legte schließlich Anfang November 2008 den Auftrag nieder. Nach einer Sitzung mit der vollständigen Wappenkommission Anfang Januar 2009 nahm er die Arbeit wieder auf. Ein Antrag der Grünen fordert das Bezirksamt auf, die Wappenfindung zügig abzuschließen und einen beschlussfähigen Entwurf bis zur Sitzung der Bezirksverordnetenversammlung am 4. März 2009 vorzulegen.
Am 24. Februar 2009 hat das Bezirksamt einen Wappenentwurf vorgelegt, der am 4. März 2009 der Bezirksverordnetenversammlung zum Beschluss vorgelegt wurde. Nach Prüfung der heraldischen und historischen Erfordernisse im zuständigen Ressort des Senators für Inneres und Sport wurde der Wappenentwurf unverändert dem Senat vorgelegt. Der Senat von Berlin hat in seiner Sitzung vom 28. Juli 2009 dem Bezirk Pankow auf Vorlage des Senators für Inneres und Sport, Ehrhart Körting, das neue Bezirkswappen verliehen. Der Bezirk Pankow kann nun neben dem Landeswappen das neue Wappen des Bezirks führen, blasoniert als

„In Silber oben eine durchgehende und oben anstoßende rote Mauer ohne Fugen mit drei offenen Toren ohne Torflügel, der mittlere der Torbögen breiter und höher als die äußeren; unten ein achtspeichiges rotes Rad, oberhalb seiner Mitte beidseits begleitet von je einer grünen Hopfendolde mit Blatt. Auf dem Schild ruht eine rote dreitürmige Mauerkrone, deren mittlerer Turm mit dem Berliner Wappenschild belegt ist.“

## Geschichte und Bedeutung

### Pankow
Das Wappen von Pankow wurde nach dem Dorfsiegel gestaltet, das die 1311 erstmals urkundlich erwähnte Landgemeinde seit Anfang des 19. Jahrhunderts verwendet. Als Siegel wurde ein runder blauer Stempelabdruck verwendet, der die Umschrift „DORFFSIEGEL VON PANKOW“ trug. Die Umschrift war außen und innen mit einer glatten Linie gerahmt. Der Durchmesser des Stempelsiegels betrug 28 Millimeter. Das Wappen wurde geführt, obwohl Pankow als Landgemeinde eigentlich nicht wappenfähig war. Es zeigt in silbernen Schild zwei gekreuzte und durch ein silbernes Band zusammengehaltene goldene Getreidegarben auf grünen Boden. In die Garben ist aufrecht ein goldener Rechen, schrägrechts ein goldener Dreschflegel und schräg links eine Sense mit blauem Blatt gesteckt. Alle drei Geräte haben einen roten Stiel. Die Garben sind belegt mit zwei gestürzten und schräggekreuzten blauen Spaten mit roten Stielen. Getreidegarben und landwirtschaftliche Geräte in Wappen weisen immer auf die landwirtschaftliche Tätigkeit der Bevölkerung hin; so ist es auch bei Pankow.

### Der alte Bezirk Pankow
Für den 1920 mit der Schaffung von Groß-Berlin gebildeten Bezirk Pankow übernahm man nicht nur den Namen der Landgemeinde für den Bezirk, sondern auch ihr Wappen. Neben der Landgemeinde Pankow wurden noch weitere acht Landgemeinden und fünf Gutsbezirke in den Bezirk eingegliedert. Einige von ihnen führten auch eigene Wappen. Da der größte Teil der Bezirksfläche landwirtschaftlich genutzt wurde, kann das Wappen sowohl als Motiv wie auch in seiner Deutung für den ganzen Bezirk übernommen werden.
Zur 750-Jahr-Feier Berlins 1987 wurde die naturgetreue Darstellung der Wappenmotive überarbeitet und das Wappen ganz offiziell verliehen.
Nach der deutschen Wiedervereinigung und damit auch Berlins, wurden die meisten Wappen der ehemaligen Bezirke Ost-Berlins überarbeitet oder neu gestaltet. Da in der zweiten Hälfte des 20. Jahrhunderts immer noch über die Hälfte der Gesamtfläche des Bezirks landwirtschaftlich genutzt wurde, sah man keine Veranlassung, das Wappen zu ändern. Die Darstellung der Motive wurden lediglich noch einmal heraldisch überarbeitet und der Schild mit einer roten dreitürmigen Mauerkrone versehen, deren mittlerer Turm mit dem Berliner Wappenschild belegt ist. Die Mauerkrone verbindet alle Bezirke mit Berlin und untereinander.

### Bezirk Prenzlauer Berg
Der Bezirk Prenzlauer Berg wurde bei der Schaffung von Groß-Berlin 1920 aus Gebietsteilen der Rosenthaler Vorstadt und des äußeren Königsviertels, die bereits 1841 nach Berlin eingemeindet wurden, gebildet. Ein Wappen wurde bis 1920 nicht geführt.
Der Bezirk führte ein nicht amtlich genehmigtes Wappen. Dieses Wappen war von Rot und Silber geviert. Im ersten roten Feld zeigt sich ein turmartiges golden tingiertes Rundgebäude und im zweiten silbernen Feld ein aufrecht stehender und nach rechts blickender rotgezungter schwarzer Bär, der Berliner Wappenbär. Die beiden unteren Felder sind nicht belegt. Das turmartige Rundgebäude symbolisiert den Wasserturm, der auf dem Gebiet des Bezirks steht. Dieser Wasserturm mit eigener Geschichte war der erste Wasserturm Berlins und wird von der Bevölkerung „Dicker Hermann“ genannt. Der Berliner Wappenbär symbolisiert die Zugehörigkeit des Bezirks zu Berlin.
Zur 750-Jahr-Feier Berlins im Jahr 1987 bekam der Bezirk Prenzlauer Berg durch den Ost-Berliner Magistrat ein neues Wappen verliehen. Dieses Wappen wurde von dem Architekten Günther Stahn entworfen. Das neue Wappen zeigt in einem silbernen, geteilten und oben gespaltenen Schild im ersten Feld ein turmartiges braunes Rundgebäude. Im zweiten Feld ist wie schon im vorhergehenden Wappen der aufrecht stehende und nach rechts blickende rotgezungte Berliner Wappenbär. Im unteren Feld erhebt sich über goldenen Schildfuß ein grüner Berg. Hinter dem Berg wächst, halb verdeckt von der Bergspitze, ein brauner Sockel, auf dem sich eine nach links hin wehende rote Fahne befindet. Begleitet wird der Sockel von je drei stark stilisierten grünen Laubbäumen mit weißen Stämmen. Den Hintergrund bildet ein gold und braun tingierter Hochhauskomplex.
Das turmartige Rundgebäude symbolisiert, wie auch schon im vorher gehenden Wappen, den ersten Wasserturm Berlins. Und auch der Bär steht wieder für die Zugehörigkeit des Bezirks zu Berlin. Der grüne Berg versteht sich als redendes Motiv, in Bezug auf den Bezirksnamen. Das untere Wappenmotiv als ganzes symbolisiert den Ernst-Thälmann-Park, der zum 100. Geburtstag Ernst Thälmanns am 16. April 1986 eröffnet wurde. Der Hochhauskomplex versinnbildlicht die in der Nähe des Parks errichteten Plattenbausiedlungen. Mit diesem Schildinhalt sollte sowohl die Vergangenheit als auch die Gegenwart des Stadtbezirks charakterisiert werden.
Nach der Wiedervereinigung Deutschlands und damit auch Berlins, bekam der Bezirk Prenzlauer Berg erneut ein neues Wappen verliehen. Das Wappen zeigt in goldenem Schild vier schwarze Windmühlenflügel, die diagonal ausgerichtet sind. Zwischen den oberen Windmühlenflügeln schwebt eine aus sechs Beeren bestehende grüne Traube und zwischen den unteren Windmühlenflügeln ein Hopfenzapfen. Auf dem Schild ruht eine rote dreitürmige Mauerkrone, deren mittlerer Turm mit dem Berliner Wappenschild belegt ist. Die Mauerkrone verbindet alle Bezirke mit Berlin und untereinander.
Bevor der Berg in „Prenzlauer Berg“ umbenannt wurde, hieß er „Windmühlenberg“. Den Namen verdankt er den vielen Windmühlen, die hier bis Mitte des 19. Jahrhunderts standen und das Gebiet zum wichtigsten Mühlenstandort Berlins machten. Dies soll durch die Windmühlenflügel im Wappenbild versinnbildlicht werden. Bis zur Mitte des 19. Jahrhunderts hatten sich hier auch viele Schnapsbrennereien und Bierbrauereien angesiedelt, sodass das Gebiet auch zu einem bedeutenden Brauereistandpunkt der Stadt wurde. Symbolisiert wird dies durch die Traube und den Hopfenzapfen im Wappenbild.

### Weißensee
Weißensee benutzte ein Siegel, das einen Lorbeerkranz und die Umschrift „DORFSIEGEL ZV WEISSENSEE“ zeigt. Erst mit der Vereinigung der Gemeinden Weißensee und Neu-Weißensee 1905 wurde das Wappen von Weißensee in Gebrauch genommen. Es wurde aber nicht offiziell bestätigt. Das Wappen zeigt in silbernen Schild ein mit 14 krummen eisernen blauen Messern besetztes sechsspeichiges rotes Richtrad. Durch das Richtrad ist ein gestürztes stahlfarbenes Richtschwert mit goldenem Griff gesteckt.
Das Wappen wurde von dem Pfarrer Alexander Giertz nach einem in Weißensee aufgefundenen Altarbild der Heiligen Katharina entworfen. Die Heilige Katharina wurde als Schutzpatronin der alten Kirche von Wittenze, wie Weißensee vorher auch genannt wurde, verehrt. Katharina wurde unter dem römischen Kaiser Maxentius im Jahre 307 gerädert und enthauptet. Die Werkzeuge des Scharfrichters, Richtrad und Richtschwert, gehörten zu den Attributen in ihren Abbildungen und wurden vom Pfarrer Giertz für das Wappen übernommen.
Von der Weißenseer Bevölkerung wurde dieses Wappen auch verächtlich als Marteremblem bezeichnet. Deshalb schlugen sie am 8. August 1912 ein anderes Wappen vor. Es sollte die Gemeindehochzeit von Weißensee und Neu-Weißensee symbolisieren. Hintereinander schreitend sollten ein Mann und eine Frau auf ihren Schultern einen großen Schlüssel tragen. Von den Behörden wurde die Zustimmung jedoch versagt.

### Bezirk Weißensee
Wie bei den meisten Bezirken, wurde auch bei dem Bezirk Weißensee das Wappen des namensgebenden Ortsteils ohne amtliche Genehmigung für den Bezirk übernommen. Über die Jahrzehnte hat die Bevölkerung das Wappen akzeptiert, sodass eine Änderung des Wappenbildes nicht mehr nötig war.
Zur 750-Jahr-Feier Berlins im Jahr 1987 wurde die naturgetreue Darstellung der Wappenmotive überarbeitet und das Wappen ganz offiziell verliehen.
Auch nach der deutschen Wiedervereinigung und damit auch Berlins sah man keine Notwendigkeit, das Wappen zu ändern. Es wurde nur zusätzlich mit einer roten dreitürmigen Mauerkrone versehen, deren mittlerer Turm mit dem Berliner Wappenschild belegt ist. Die Mauerkrone verbindet alle Bezirke mit Berlin und untereinander.

### Der neue Bezirk Pankow
Im Rahmen der Bezirksfusion vom 1. Januar 2001 wurden die drei Bezirke Pankow, Prenzlauer Berg und Weißensee zu einem, dem Bezirk Pankow, zusammengelegt. Während der Name für den Bezirk feststeht, ist der Prozess der Wappenfindung erst mit dem 28. Juli 2009 durch die Bestätigung des Senats für das Bezirkswappen abgeschlossen.

„Das Tor mit seinen drei Bögen steht für die drei Ausgangsbezirke und verkörpert gleichermaßen Tradition: durch Rosenthaler Tor, Königstor, Prenzlauer Tor und Schönhauser Tor – keines ist heute noch als Baudenkmal erhalten, doch die Namen existieren noch in der städtischen Topografie – führten wichtige Ausfallstraßen Berlins nach Norden.

Das Rad ist als Bild dem Emblem der Heiligen Katharina (Richtschwert und Richtrad), der Schutzheiligen der Weißenseer Dorfkirche, entlehnt. Es war Teil des Wappens des ehemaligen Bezirks Weißensee. Im neuen Wappen ist es als Wagenrad gestaltet.

Die Hopfendolde war bereits im Wappen des ehemaligen Bezirks Prenzlauer Berg zu finden.“

Die offizielle Wappenherleitung muss in Bezug auf das dargestellte Tor als unbefriedigend bezeichnet werden. Da ein neues Wappen gestaltet wurde, mussten die Regeln der Wappenvereinigung sicherlich nicht beachtet werden. Wichtiger für die Akzeptanz bei den Bürgern und Bürgerinnen war es, dass sich im neuen Wappen Hinweise zu allen drei ehemaligen Bezirken finden. Dies wurde für Prenzlauer Berg und Weißensee, wie beschrieben, hinlänglich erreicht. Der ehemalige Bezirk Pankow hat seine Entsprechung im Wappen mit dem denkmalgeschützten Portal des Bürgerparks gefunden. Die in der Wappenherleitung genannten Tore gehörten zu der im 19. Jahrhundert abgerissenen Berliner Zollmauer, der die Gebiete des heutigen Bezirks Pankow vorgelagert waren.

## Wappen der Ortsteile
Einige der Landgemeinden führten vor ihrer Eingemeindung in Groß-Berlin eigene Wappen, die mit der Eingemeindung ihre Gültigkeit verloren und aus dem amtlichen Gebrauch verschwanden.

### Blankenfelde
Die Landgemeinde Blankenfelde führte nur ein rundes Farbsiegel. Das Siegel zeigt je eine Mistforke und eine Heugabel, die aufrecht gekreuzt und zusammengebunden auf Boden stehen. Die Umschrift „DORF-SIEGEL ZU BLANKENFELDE“ ist außen von einer glatten Linie gerahmt.

### Buch
Das Wappen der Landgemeinde Buch ist von einem erhaltenen Farbstempel der Gemeinde übernommen worden. Der Stempel in blauer Farbe und 25 mm Durchmesser trägt die Umschrift „DORFSIEGEL VON BUCH“ und ist außen mit einer glatten Linie gerahmt. Das Wappen zeigt in silbernen Schild und auf flachbergigen grünen Schildfuß eine grüne Buche mit braunem Stamm. Links von der Buche sitzt ein roter Fuchs. Das Wappen von Buch ist ein redendes Wappen. Die Buche im Wappen steht für den ursprünglich slawischen Namen „buk“, Buche. Der Fuchs, auf plattdeutsch Voss, steht für die Grafen von Voß-Buch, die die Grundherren des 1767 gestifteten Fideikommiss Buch waren (1676–1898). 1898 verkauften sie Buch an die Stadt Berlin.

### Französisch Buchholz
Das Wappen von Buchholz zeigt in silbernen Schild und auf flachbergigen grünen Schildfuß mit Grasnarbe eine grüne Buche mit braunem Stamm. Aus der Baumkrone wächst ein silberbewehrter roter Adler. Die Buche ist, wie in dem Wappen von Buch, ein Motiv eines redenden Wappen und bezieht sich auf den Ortsnamen. Der rote Adler stellt den brandenburgischen Adler dar und symbolisiert die Zugehörigkeit zur Mark Brandenburg.

### Niederschönhausen
Das Wappen der Landgemeinde Niederschönhausen zeigt in silbernen Schild und auf grünen Boden eine grüne Kiefer mit braunen Stamm. Hinter dem Stamm sind ein goldener Rechen und eine Sense mit goldenen Stiel und blauen Blatt schräggekreuzt dargestellt. Die Kreuzstelle der beiden Geräte ist rechts vom Stamm und wird von einer gestürzten goldenen Heugabel verdeckt, die am Baum angelehnt ist. Die landwirtschaftlichen Geräte stehen symbolisch für den Haupterwerbszweig der damaligen Bevölkerung. Der Baum symbolisiert den Waldreichtum der einstigen Gemeinde.

### Rosenthal
Bei der ehemaligen nördlichen Vorortgemeinde Rosenthal, handelt es sich ebenfalls um eine Gemeinde, die Landwirtschaft betrieb. Dieser Umstand wird durch ein sehr einfach gehaltenes Wappen zum Ausdruck gebracht. Es zeigt in grünem Schild eine schwebende einfache goldene Getreidegarbe, die von einem zur Schleife gebundenen roten Band zusammengehalten wird.
Dieses Wappen wurde aus dem Dorfsiegel Rosenthals entnommen. Das Dorfsiegel war ein Farbdruckstempel von 31 mm Durchmesser und stammt aus der Mitte des 19. Jahrhunderts. Es zeigt den Schild mit der Garbe, der von den beiden auf Boden stehenden, Keulen tragenden wilden Männer des preußischen Staatswappen gehalten wird und mit einer Adelskrone besetzt ist. Das Siegel trägt die Umschrift „DORFF SIEGEL VON ROSENTHAL“ und wird außen und innen von einer glatten Linie gerahmt.